# Bahattin Sofuoğlu
Bahattin Sofuoğlu (Adapazarı, 19 augustus 2003) is een Turks motorcoureur. Hij komt uit een familie van motorcoureurs, waarvan zijn oom Kenan Sofuoğlu de bekendste is. Hij is vernoemd naar zijn andere oom Bahattin Sofuoğlu, die in 2002 om het leven kwam bij een trainingsongeluk.

## Carrière
Sofuoğlu nam in 2016 deel aan de Asia Talent Cup. Met een zesde plaats in de seizoensfinale op het Sepang International Circuit als hoogtepunt werd hij zestiende in het kampioenschap met 28 punten. In 2018 maakte hij zijn debuut op internationaal niveau toen hij uitkwam in de race op het Autódromo Internacional do Algarve van het Supersport 300 World Championship op een Yamaha als vervanger van Jared Schultz. In 2019 reed hij het volledige seizoen voor het team Turkish Puccetti Racing by TSM op een Kawasaki. Hij kende echter een teleurstellend jaar, waarin hij zich in slechts drie van de acht races waarvoor hij zich inschreef wist te kwalificeren, en enkel in de seizoensopener op het Circuit de Nevers Magny-Cours aan de finish kwam.
In 2020 stapte Sofuoğlu binnen de Supersport 300 over naar het team Biblion Motoxracing Yamaha WSSP300, dat op een Yamaha reed. Hier verbeterden zijn resultaten flink en wist hij op het Circuito Permanente de Jerez en het Motorland Aragón twee overwinningen te boeken. In de rest van het seizoen stond hij nog tweemaal op het podium. Met 143 punten werd hij achter Jeffrey Buis en Scott Deroue derde in de eindstand. In 2021 reed hij een dubbel programma in de Supersport 300 en het Italiaans kampioenschap Supersport. In de Supersport 300 won hij wederom twee races op het Circuit de Barcelona-Catalunya en op Jerez. Hij behaalde hiernaast nog twee podiumplaatsen, maar zakte desondanks naar de zesde plaats in het klassement met 131 punten. In het Italiaans kampioenschap won hij drie races, een op het Autodromo Internazionale Enzo e Dino Ferrari en twee op het Circuit Mugello. Met vier andere podiumplaatsen en 180 punten werd hij achter Matteo Vannucci tweede in de eindstand.
In 2022 maakte Sofuoğlu de overstap naar het wereldkampioenschap Supersport, waarin hij voor het team MV Agusta Reparto Corse op een MV Agusta reed. Niki Tuuli was dat jaar zijn teamgenoot. Hij kwam uit in de Challenge-klasse, waardoor hij enkel in de Europese races reed. Drie vijfde plaatsen in Most, Barcelona en Portimão waren zijn beste resultaten. Hij werd de kampioen in de Challenge-klasse en eindigde in het algehele kampioenschap als veertiende met 72 punten. In 2023 stapte hij over naar de hoofdklasse, waarin hij met Marcel Schrötter een nieuwe teamgenoot kreeg. In het vierde weekend in Barcelona stond hij in de eerste race voor het eerst op het podium, voordat hij in de tweede race zijn eerste overwinning in het kampioenschap behaalde.